# 趙文炳 (任縣)
趙文炳（1541年—1602年），字為光，直隸任縣（今河北省任縣）後大宋村人。明朝政治人物。

## 生平
隆慶四年（1570年）庚午科舉人。五上春宮皆未如愿，应选授山东新城縣知縣，調垣曲縣，得巡撫吕坤推薦，擢監察御史。曾出按湖廣、山西。萬曆三十年（1602年）休假省親，期間總結歷代帝王因寵信宦官败亡诸例，绘图书事，编《万年金鉴录》，携书进京，行至涿州病卒。

## 事跡
趙文炳曾患頑疾，後來名醫楊繼洲以針刺治癒，趙文炳助其刊行《針灸大成》。